# Малинова дівчина

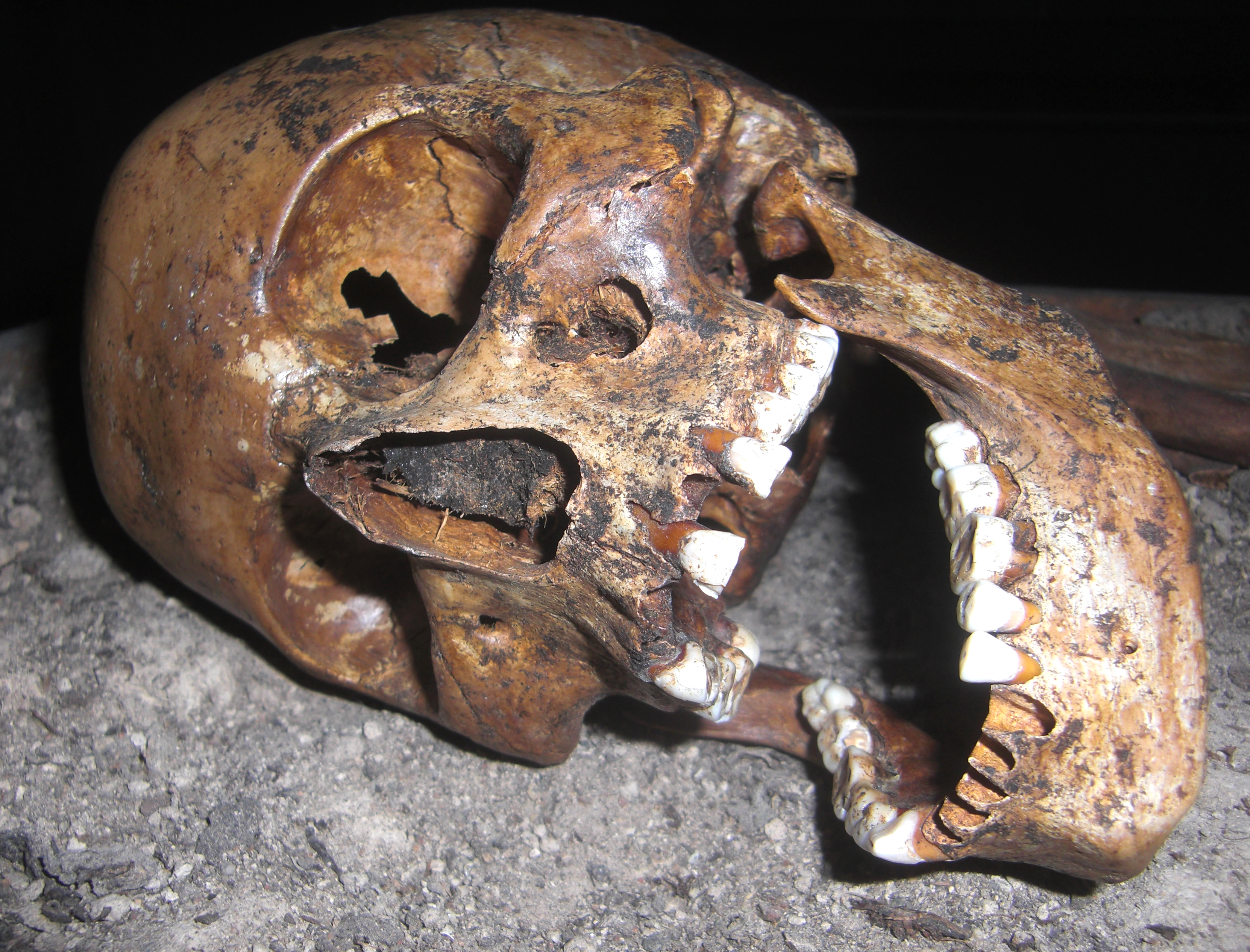
Череп Малинової дівчини

Малінова дівчина — скелет, знайдений в 1943 році в болоті в п'яти кілометрах на південь від Фальчепінга у Фальбігдені, Вестергеланд. Під час огляду трупа було виявлено, що шлунок сповнений насіння малини — останньою їжею дівчини була велика кількість малини.

## Знахідка

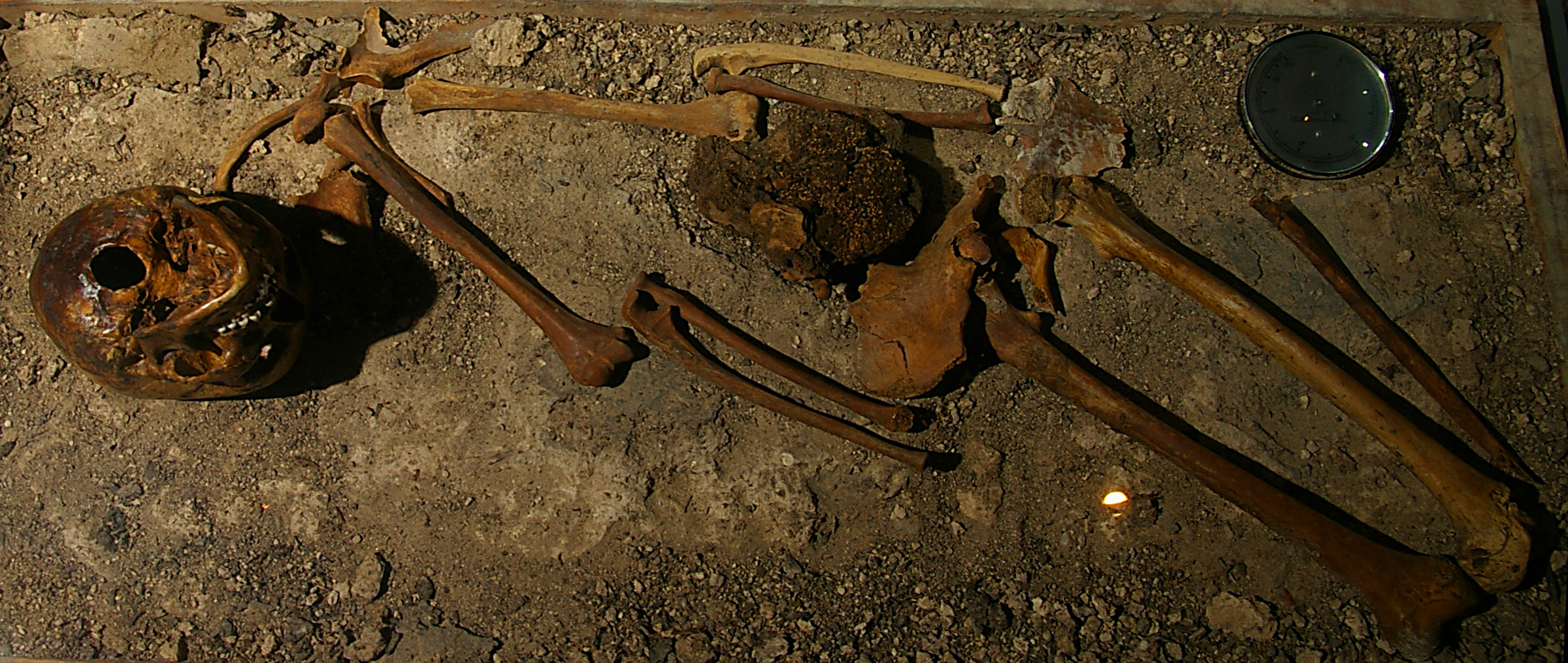
Останки Малинової дівчини у положенні, в якому її розкопали 1943 року. З виставки « Античність у Фалбігдені», музей Фалбігдена

Малинова дівчина — болотний труп, знайдений у Рогесторпсмоссені чи Смедьемоссені у приході Луттра неподалік кордону з приходом Кінневедс. Знахідка була зроблена за 5 км на південь від Фальчепінга, в болоті Рожесторпс, яке є частиною більшого комплексу боліт Менарпа. Тіло 20 травня 1943 під час видобутку торфу виявив Карл Вільхельмссон. Коли він стояв і копав, у трясовині раптово з'явилася рука, потім з'явився череп та нижня щелепа. Роботи призупинили, викликали поліцію, вважаючи, що знайдена могла нещодавно була вбита. Але виявилося, що скелет належить людині, яка померла давно, тому справа була припинена. Останки були передані місцевому антиквару Хільдінг Свенссону, а той залучив інших дослідників зокрема Карла Есайаса Сальстрема.
Під час огляду місця знахідки представники Національного управління старовини зробили висновок, що на місці невідповідні умови для ретельного розслідування. Тому скелет разом із шматком торфу, на якому він лежав, був витягнутий і відправлений залізницею до Стокгольма.

## Дослідження

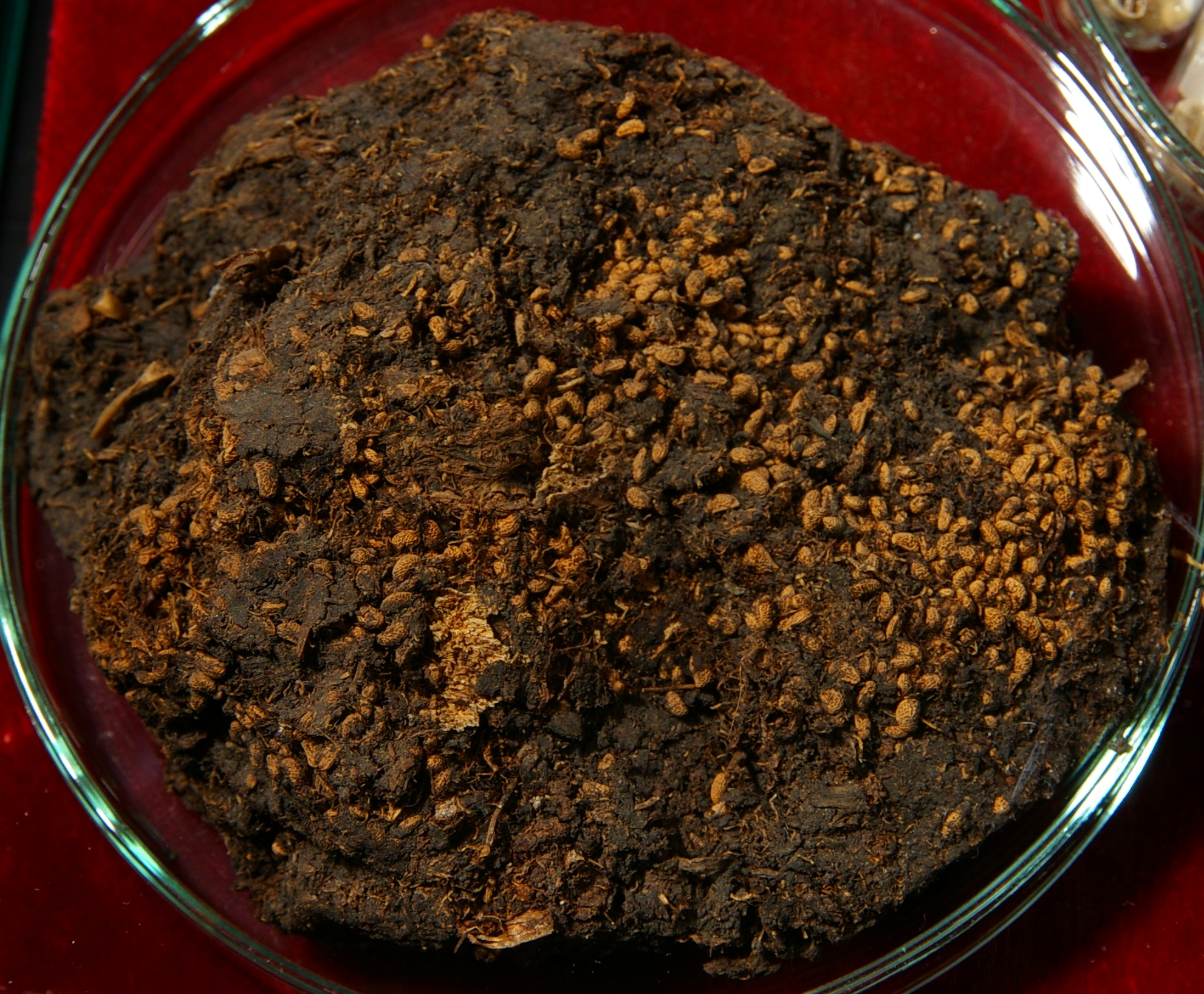
Вміст шлунка Малинової дівчини, що складається з її останнього прийому їжі: малини, що дозріла на сонці

Знахідка пройшла кілька досліджень у спеціалістів. Серед інших її досліджували професор Нільс-Густав Гейвалл у 1940-х роках та Сабіна Стен і Торб'єрн Альстрем у 1990-х роках.

### 1940-ті роки
Визначення віку за допомогою аналізу пилку показало, що трупу було трохи більше 4000 років. У шлунку виявлено кісточки малини. Таким чином, можна зробити висновок, що смерть мала відбутися наприкінці літа, в липні-серпні ; збереження трупа в болоті влітку замість гниття незвичайне для Швеції.
Огляд скелета показав, що це була молода жінка віком 18-20 років, зростом близько 145 см. Обидві її ноги були зігнуті так, що литки впиралися в стегна. Було висловлено припущення, що ноги були зв'язані, а мотузки та ремені, що їх утримували на місці, згнили. Знахідка була названа Малиновою дівчиною через юний вік і вміст шлунка.

### 1990-ті
Нове датування, цього разу з використанням радіовуглецевого датування, відсунула Малинову дівчину приблизно на 1000 років назад за часом. Смерть, ймовірно, відбулася між 3105 та 2935 роками до нашої ери, наприкінці неоліту. При огляді торф'яного матеріалу було виявлено залишки прісноводних равликів розміром приблизно 2-3 мм. Раковини показують, що Малинова дівчина потонула на мілководді в багатому вапняку. У зв'язку з цим розслідуванням останки та інші знахідки були переміщені з прихованого місця на виставку в музеї Фалбігдена.
Пізніше було реконструйовано обличчя дівчини, досліджено череп та зуби. У Малинової дівчини на одному зубі був виявлений карієс, що починається. Спроби витягти ДНК були невдалі.

## Особистість

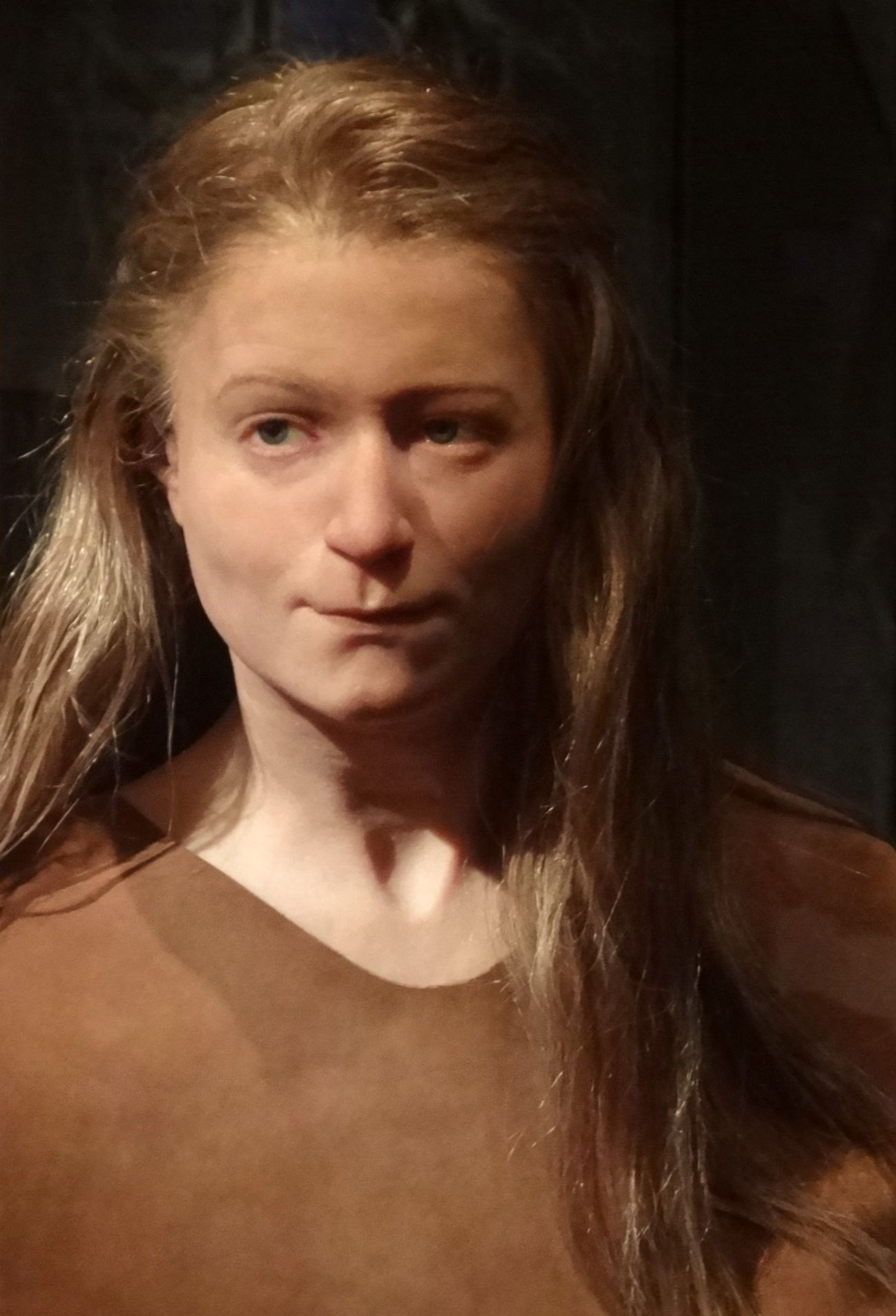
Портрет, отриманий після реконструкції, зробленої Оскаром Нільссоном у 2011 році

Зріст та вік Малинової дівчини порівняли зі скелетами зі Слутарпсдесена, приблизно за 2,5 км від місця знахідки. Жінки, знайдені в Слутарпсдесені, мають зріст від 147 до 162 см. При зрості 145 сантиметрів Малинова дівчина низька навіть для жінки кам'яної доби. Радіовуглецеве датування показує, що кілька скелетів у Слутарпсдесені є сучасниками Малинової дівчини.

## Причина смерті
Приблизно за 6 метрів на північ від місця знахідки було знайдено наконечник стріли, зроблений з кременю, що спричиняє безліч гіпотез. Виникає питання, чи хтось стріляв у дівчину, чи була вона підстрелена чи мертва, коли опинилася в озері. Однак ймовірність того, що наконечник стріли та Малинова дівчина мають прямий зв'язок, мала. Якщо ноги дівчини були пов'язані, її могли принести в жертву богам.
Малинова дівчина померла в кінці літа і не могла бути принесена в жертву для процвітання землеробства, що, ймовірно, сталося б навесні. Так само, що Малинова дівчина була принесена в жертву, за своєю волею або проти неї, або що вона була страченою злочинницею.